# Wild Wood
| Оценки критиков               | Оценки критиков |
| Источник                      | Оценка          |
| ----------------------------- | --------------- |
| AllMusic                      | [ 1 ]           |
| Encyclopedia of Popular Music | [ 2 ]           |
| Entertainment Weekly          | A−              |
| Mojo                          | [ 4 ]           |
| NME                           | 8/10            |
| Q                             | [ 6 ]           |
| Rolling Stone                 | [ 7 ]           |
| Select                        | 4/5             |
| Spin                          | [ 9 ]           |
| Uncut                         | [ 10 ]          |

Wild Wood — второй студийный альбом британского рок-музыканта Пола Уэллера (бывшего фронтмена рок-групп The Jam и The Style Council), вышедший 6 сентября 1993 года на лейбле Go! Discs.
Альбом дебютировал на 2 месте в официальном хит-параде Великобритании и получил платиновую сертификацию.

## Об альбоме
Альбом получил положительные отзывы музыкальных критиков и интернет-изданий.
В сентябре 1993 года он дебютировал на 2 месте в официальном хит-параде Великобритании и содержит три хита: «Wild Wood», который достиг 14 места в чарте Великобритании, «Sunflower», который достиг 16 места и «Hung Up», который достиг 11 строчки.
В 2000 году Q поместил его на 77-е место в своем списке 100 величайших британских альбомов всех времен, и он был включен в книгу «1001 альбом, который вы должны услышать, прежде чем вы умрете».
Оригинальный британский и европейский CD 1993 года включал 15 треков. Когда он был выпущен в США и переиздан в Великобритании в 1994 году, был добавлен 16-й трек. Делюкс-издание на двух дисках было выпущено 22 октября 2007 года. Заглавный трек «Wild Wood» был выпущен как сингл в 1993 году с «Ends of the Earth» в качестве второй стороны. Он достиг 14-го мепста в UK charts в сентябре 1993 года.
Журнал Uncut оценил «Wild Wood» как девятую лучшую песню Уэллера и лучшую за всю его сольную карьеру, а басист Smiths Энди Рурк оценил её как «очень легкую, веселую песню».

## Список композиций
| №   | Название                       | Автор(ы)                           | Длительность |
| --- | ------------------------------ | ---------------------------------- | ------------ |
| 1.  | «Sunflower»                    | Пол Уэллер                         | 4:06         |
| 2.  | «Can You Heal Us (Holy Man)»   | Уэллер                             | 3:41         |
| 3.  | «Wild Wood»                    | Уэллер                             | 3:22         |
| 4.  | «Instrumental (Pt 1)»          | Уэллер, Brendan Lynch, Steve White | 1:37         |
| 5.  | «All the Pictures on the Wall» | Уэллер                             | 3:56         |
| 6.  | «Has My Fire Really Gone Out?» | Уэллер                             | 3:50         |
| 7.  | «Country»                      | Weller                             | 3:39         |
| 8.  | «Instrumental Two»             | Уэллер, Lynch, White               | 0:50         |
| 9.  | «5th Season»                   | Уэллер                             | 4:54         |
| 10. | «The Weaver»                   | Уэллер                             | 3:43         |
| 11. | «Instrumental One (Pt 2)»      | Уэллер, Lynch, White               | 0:34         |
| 12. | «Foot of the Mountain»         | Уэллер                             | 3:37         |
| 13. | «Shadow of the Sun»            | Уэллер                             | 7:36         |
| 14. | «Holy Man (reprise)»           | Уэллер                             | 1:50         |
| 15. | «Moon on Your Pyjamas»         | Уэллер                             | 4:00         |
| 16. | «Hung Up»                      | Уэллер                             | 2:49         |

| №   | Название                                                            | Длительность |
| --- | ------------------------------------------------------------------- | ------------ |
| 17. | «Wild Wood» (Sheared Wood (Mix/ Remix) / Paul Weller VS Portishead) | 3:28         |
| 18. | «Magic Bus» (Contains Medley of Bull Rush)                          | 5:29         |
| 19. | «End of the Earth»                                                  | 2:24         |
| 20. | «This Is No Time» (Royal Albert Hall Live Version)                  | 6:02         |
| 21. | «Another New Day»                                                   | 3:19         |
| 22. | «The Loved»                                                         | 3:00         |

| №   | Название                                         | Длительность |
| --- | ------------------------------------------------ | ------------ |
| 1.  | «Sunflower» (Demo)                               | 4:13         |
| 2.  | «Wildwood» (Demo)                                | 4:02         |
| 3.  | «All The Pictures on the Wall» (Demo)            | 4:49         |
| 4.  | «Country» (Demo)                                 | 3:32         |
| 5.  | «5th Season» (Demo)                              | 5:57         |
| 6.  | «The Weaver» (Demo)                              | 4:15         |
| 7.  | «Shadow of the Sun» (Demo)                       | 5:30         |
| 8.  | «Moon on Your Pyjamas» (Demo)                    | 3:45         |
| 9.  | «Ends of the Earth» (Demo)                       | 2:56         |
| 10. | «Love of the Loved» (Demo)                       | 4:41         |
| 11. | «Price To Pay» (Demo)                            | 3:36         |
| 12. | «Changes» (Demo)                                 | 2:50         |
| 13. | «I'm Only Dreaming» (Previously Unreleased)      | 2:54         |
| 14. | «Ohio» (Demo)                                    | 3:34         |
| 15. | «Oh Happy Day» (Previously Unreleased)           | 3:28         |
| 16. | «Greetings» (Previously Unreleased)              | 3:32         |
| 17. | «Wild Wood» (Demo)                               | 3:34         |
| 18. | «Weaver of Dreams» (Demo Version 2)              | 3:27         |
| 19. | «Foot of the Mountain» (Exclusive BBC Recording) | 3:35         |
| 20. | «Hung Up» (Exclusive BBC Recording)              | 2:57         |
| 21. | «Black Sheep Boy» (Exclusive BBC Recording)      | 2:10         |

## Позиции в чартах
| Чарт (1993)                      | Высшая позиция |
| -------------------------------- | -------------- |
| Великобритания (UK Albums Chart) | 2              |